# Wilhelmsdorf (Bajorország)
Wilhelmsdorf település Németországban, azon belül Bajorországban. Lakosainak száma 1539 fő (2023. december 31.).

## Népesség
A település népessége az elmúlt években az alábbi módon változott:
| Lakosok száma | 638  | 690  | 962  | 1002 | 1427 | 1462 | 1499 | 1516 | 1517 | 1539 |
|               | 1875 | 1950 | 1975 | 1987 | 2012 | 2014 | 2016 | 2017 | 2021 | 2023 |